# 梅赖因·斯赫佩坎普
梅赖因·斯赫佩坎普（荷蘭語：Merijn Scheperkamp，2000年3月6日—），荷兰男子速度滑冰运动员，2022年欧洲速度滑冰锦标赛男子团体竞速赛金牌得主和男子500米银牌得主、2023年世界速度滑冰锦标赛男子团体竞速赛银牌得主。